# Smokin' On
"Smokin' On" je promotivni singl kojeg izvode Snoop Dogg i Wiz Khalifa zajedno s Juicy J-em. Singl se nalazi na albumu Mac & Devin Go to High School. Pjesma je objavljena kao digitalni download, 17. siječnja 2012. godine u Sjedinjenim Američkim Državama. Spot je objavljen istog datuma kada je pjesma objavljena kao promotivni singl. Redatelj spota je Dah Dah.

## Popis pjesama
Digitalni download
| Br. | Skladba                                     | Trajanje |
| --- | ------------------------------------------- | -------- |
| 1.  | »Smokin' On« (Explicit) (featuring Juicy J) | 4:28     |
| 2.  | »Smokin' On« (Clean) (featuring Juicy J)    | 4:28     |

## Top ljestvice
| Top ljestvica (2012.)                          | Završna pozicija |
| ---------------------------------------------- | ---------------- |
| SAD (Billboard Bubbling Under Hot 100 Singles) | 17               |

## Datumi objavljivanja
| Država                     | Nadnevak            | Format             | Diskografska kuća                                    | Izvor |
| -------------------------- | ------------------- | ------------------ | ---------------------------------------------------- | ----- |
| Sjedinjene Američke Države | 11. listopada 2011. | digitalni download | Atlantic Records Rostrum Records Doggy Style Records | [ 2 ] |

## Vanjske poveznice
- Smokin' On na YouTubeu